# Jehuda ben Baba
R. Jehuda ben Baba (auch Juda ben Baba, hebräisch יהודה בן בבא; um 62/65-um 132/135) war ein wichtiger jüdischer Gelehrter und Tannait der zweiten Generation.
Wo im Talmud die Bezeichnung Chassid ohne Namensnennung vorkommt, ist entweder Jehuda ben Baba oder Jehuda ben Ilai gemeint.

## Leben
Sein Geburtsjahr und die Herkunft sind nicht bekannt.
Er war Schüler des Samuel hakatan.
Er disputierte besonders mit Rabbi Akiba.
Bald nach dessen Tod erteilte er einer Anzahl von dessen Schülern die Ordination, obwohl Hadrian darauf die Todesstrafe gesetzt hatte.
Bei dieser Ordination wurden sie von römischen Soldaten überrascht. Jehuda soll den Ordinierten Gelegenheit zur Flucht gegeben haben, während er selbst ausharrte und den Märtyrertod erlitt (bab. Sanhedrin 14 a). Jehuda ben Baba zählt zu den Zehn Märtyrern, die seit der Zerstörung des Zweiten Tempels getötet wurden.
Unter seinen Halachot wird als wichtigste diejenige betrachtet, die einer Aguna eine neue Ehe einzugehen gestattet, wenn auch nur ein Zeuge den Tod des Mannes bestätigt.